# Invasion (film, 2021)
Pour les articles homonymes, voir Invasion et Encounter.
Pour plus de détails, voir Fiche technique et Distribution.
Invasion (Encounter) est un film américano-britannique réalisé par Michael Pearce et sorti en 2021.
Il est présenté en avant-première au festival du film de Telluride 2021.

## Synopsis
Le Marine américain Malik Khan a deux jeunes garçons, Jay et Bobby. À la maison, Jay et Bobby vivent avec leur mère Piya et le nouveau partenaire de leur mère, Dylan. Piya s'est sentie malade récemment et Dylan leur dit d'un air inquiétant que c'était « un bug ». Une nuit, Malik apparaît chez eux, réveille ses deux fils et leur annonce en urgence qu'ils partent en road trip. Alors qu'il est sur la route avec ses garçons, Malik dépasse une voiture de police et dit à ses garçons de descendre. Quelques heures plus tard, Malik est arrêté par un autre flic. Bien que Malik soit poli, le flic est hostile et agressif, et Malik voit quelque chose bouger derrière ses yeux. Malik détermine que le flic a été infecté par un organisme parasite venu d'une autre planète. Malik éloigne l'arme du flic, l'assomme et le laisse dans la rue. De retour sur la route, Malik avoue à ses garçons qu'il ne s'agit pas d'un road trip, mais d'une mission de sauvetage. Il dit qu'un parasite extraterrestre a envahi la planète et que leur mère a été infectée.
Près de la moitié de la population pourrait être infectée par ce parasite extraterrestre qui utilise le corps humain pour se reproduire. Malik doit mettre ses garçons en sécurité et dit qu'ils peuvent se protéger des parasites avec un insecticide. Dans une épicerie, Jay commence à remettre en question l'histoire de Malik. Plus tard, Malik apprend que la mère de ses garçons est enceinte après que ses fils ont déclaré que Piya était tombée malade le matin et avait des envies de nourriture étranges. Lorsque Malik appelle son agent de libération conditionnelle Hattie, il est révélé qu'il a raté son évaluation psychiatrique. Malik refuse de dire à Hattie où il se trouve mais demande à Hattie de vérifier si son ex-femme va bien. Piya et Dylan sont retrouvés ligotés dans le garage, mais vivants. Hattie travaille avec les forces de l'ordre fédérales pour tenter de récupérer Jay et Bobby. Les autorités pensent que Malik tuera ses enfants, puis lui-même. Hattie parle à un ancien ami marin de Malik, qui décrit l'incident d'agression qui a amené Malik à être renvoyé de manière déshonorante du Corps des Marines. Tout en décrivant à quel point les conditions étaient terribles, il mentionne qu'ils étaient « dévorés vivants par des insectes » et qu'il a ensuite trouvé des corps d'enfants dans l'épave. Cet incident a fait craquer Malik. Hattie en déduit que Malik souffre d'un trouble mental. Jay commence à soupçonner que les extraterrestres ne sont pas réels lorsque son père voit des centaines de météores dans le ciel que Jay ne voit pas. Après avoir eu une crevaison, Malik tente de voler une voiture mais a une altercation avec un vieil homme qui est le propriétaire de la voiture. Malik s'enfuit, blessant gravement l'homme, mais il est blessé.
Malik apprend à Jay à conduire afin de les mettre en sécurité. Pendant que Malik dort de sa blessure dans une maison abandonnée, Jay part chercher des médicaments et de la nourriture pour son père. Jay entend à la radio que son père est recherché pour avoir kidnappé ses deux enfants. De retour à la maison abandonnée, Jay confronte son père. Malik admet qu'il a menti, qu'il a passé deux ans en prison et que son cerveau lui joue des tours. Les fils de l'homme attaqué par Malik le retrouvent. Les hommes kidnappent Bobby et tentent de procéder à une arrestation citoyenne. Presque immédiatement, ils ouvrent le feu sur Malik et Jay. Malik parvient à appréhender les deux hommes sans les tuer et s'enfuit avec ses garçons. Malik appelle son ex-femme et lui donne l'adresse d'un restaurant où il laissera les garçons, lui disant qu'il ne retournera pas en prison.
Cependant, alors que la police et les hélicoptères commencent à poursuivre sa voiture, Malik se rend compte que Jay s'est caché sur la banquette arrière. Jay refuse de laisser son père derrière lui, même après une confrontation de plusieurs heures avec la police. Hattie insiste auprès de Malik sur le fait que les autorités prendront en compte sa santé mentale pour décider de son sort, mais Malik ne la croit pas. Ne voulant pas perdre son père, Jay sort en courant de la voiture et pointe une arme sur la police. Malik essaie de distraire la police pour sauver son fils, puis le convainc de déposer son arme et de courir vers lui. Ils s’embrassent, tandis que les policiers baissent les armes.

## Fiche technique
Sauf indication contraire, les informations mentionnées dans cette section peuvent être confirmées par la base de données cinématographiques IMDb,  présente dans la section « Liens externes ».
- Titre original : Encounter
- Titre français : Invasion
- Réalisation : Michael Pearce
- Scénario : Michael Pearce et Joe Barton
- Musique : Jed Kurzel
- Décors : Tim Grimes
- Costumes : Emma Potter
- Photographie : Benjamin Kracun
- Montage : Maya Maffioli
- Production : Dimitri Doganis, Derrin Schlesinger et Piers Vellacott
- Sociétés de production : Amazon Studios, Film4 Productions et Raw
- Sociétés de distribution : Prime Video
- Budget : n/a
- Pays de production :  Royaume-Uni,  États-Unis
- Langue originale : anglais
- Format : couleur
- Genre : science-fiction, thriller, drame
- Durée : 108 minutes
- Dates de sortie[1] :
  - États-Unis : 3 septembre 2021 (avant-première au festival du film de Telluride)
  - Monde : 10 décembre 2021 (sur Prime Video)
- Classification[2] :
  - États-Unis : R
  - France : interdit aux moins de 16 ans

## Distribution
- Riz Ahmed (VF : Nessym Guetat) : Malik Khan
- Octavia Spencer (VF : Virginie Emane) : Hattie Hayes
- Rory Cochrane (VF : Charles Uguen) : Shepard West
- Janina Gavankar : Piya
- Lucian-River Chauhan (VF : Enzo Ratsito) : Jay Khan
- Aditya Geddada (VF : Valérie Bescht) : Bobby Khan
- Misha Collins (VF : Guillaume Orsat) : Dylan
- Shane McRae : Lance Dunn
- Antonio Jaramillo (VF : Raphaël Cohen) : Raúl
- Keith Szarabajka (VF : Michel Voletti) : Grant

 Source et légende : version française (VF) sur RS Doublage et le carton de doublage français.

## Production
En octobre 2018, il est annoncé que Michael Pearce va mettre en scène un film — dont il a cosigné le scénario avec Joe Barton — qui sera produit par Film4 Productions et Raw. En juillet 2020, Riz Ahmed et Octavia Spencer sont annoncés dans les rôles principaux, alors qu' Amazon Studios acquiert les droits de distribution. En septembre 2020, l'actrice Janina Gavankar rejoint la distribution, suivie par Rory Cochrane le mois suivant. En novembre 2020, Lucian-River Chauhan et Aditya Geddada sont annoncés.
Le tournage débute en octobre 2020. Il se déroule en Californie (Lone Pine et Alabama Hills) ainsi qu'au Nouveau-Mexique (Los Lunas).